# Stazione di Schettino-Santa Maria di Licodia
La stazione ferroviaria di Schettino-Santa Maria di Licodia è la quarta stazione della ferrovia Motta Sant'Anastasia-Regalbuto, ed è posta al km 18.
Essa era una stazione di media importanza (essenzialmente per il servizio merci), ed è dismessa dal 1987. In passato è stata usata saltuariamente per l'accantonamento di rotabili fuori uso.

## Storia

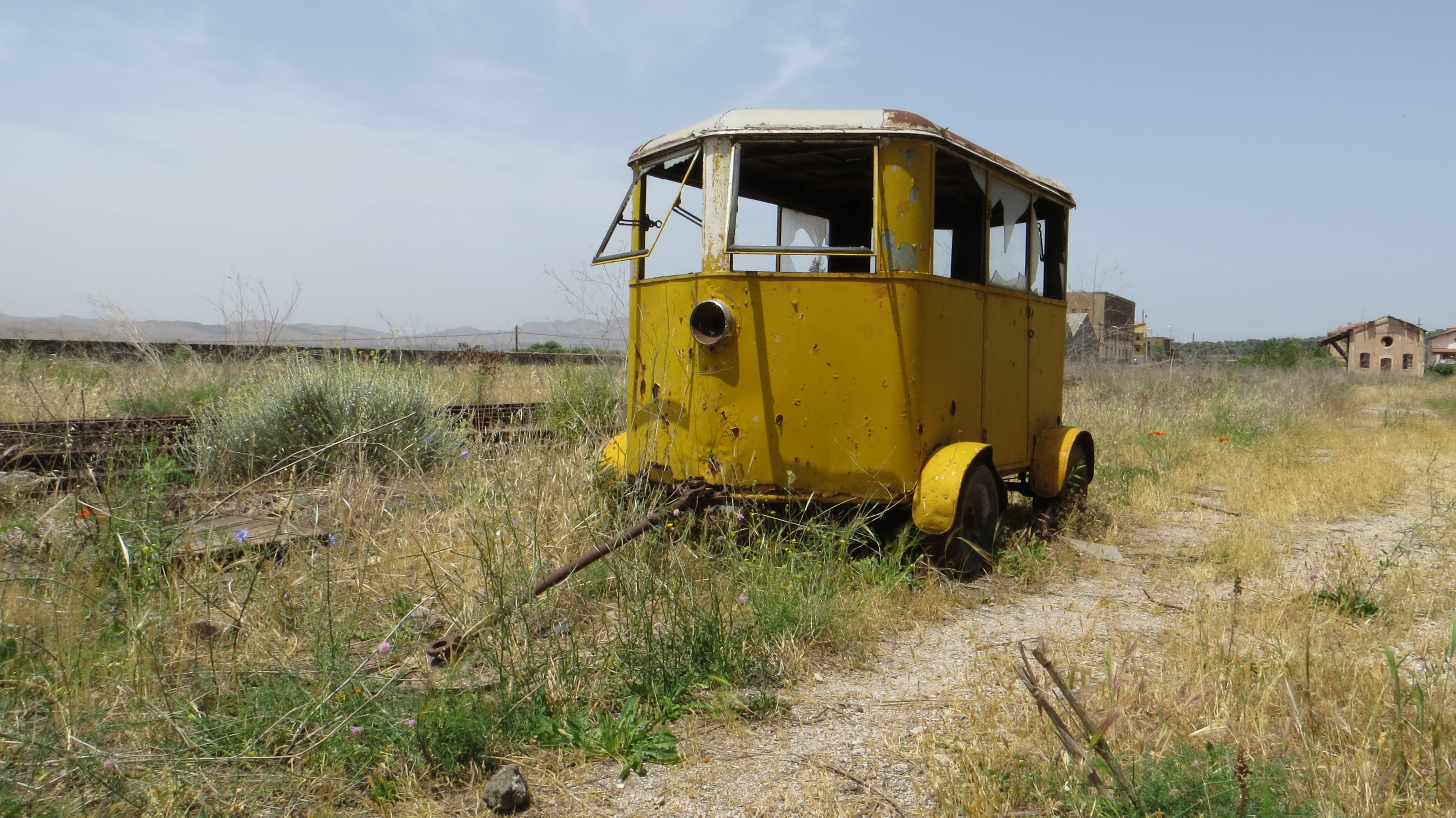
Una draisina accantonata presso la stazione di Schettino-Santa Maria di Licodia, 23 maggio 2014.

La stazione era parte integrante del progetto della ferrovia che, concepito come collegamento indispensabile con il porto di Catania per le zone zolfifere dell'area Assoro-Leonforte-Agira, rimase incompiuto.
Venne costruita tra Paternò e il ponte sul fiume Simeto, distante dai centri abitati ma in piena zona di produzione agrumaria. Venne inaugurata il 18 ottobre del 1934 con la denominazione iniziale di "Schettino" in concomitanza con l'apertura all'esercizio della tratta ferroviaria da Motta S. Anastasia e ne rimase il capolinea fino al 1952.
Cambiò denominazione da "Schettino" al suo ultimo nome "Schettino-Santa Maria di Licodia" nel 1936.
La stazione ha avuto in passato un ruolo importante perché scalo di carico degli agrumi contiguo a quello principale di Paternò con molti carri merci aventi origine nella stazione stessa.
Mantenne la sua importanza per il traffico merci anche dopo l'apertura della restante linea per Regalbuto nel dopoguerra. Accanto ad essa vennero costruiti magazzini di stoccaggio e lavorazione degli agrumi e all'esterno anche un bar-trattoria. La località vedeva, nel periodo tra novembre e maggio di ogni anno un intenso lavoro di carico di carri merci derrate e di scomposizione e preparazione dei treni. Erano previste ancora negli anni ottanta ben 12 tracce orarie disponibili per treni straordinari derrate, vestigia dell'intenso traffico stagionale del passato.
La contrazione del traffico agrumario, spedito sempre più su strada e il mancato adeguamento tecnico della linea rimasta fino alla chiusura a dirigenza unica hanno fatto perdere importanza alla stazione che d'altra parte non ha svolto mai un servizio viaggiatori di rilievo e contava interamente sul trasporto merci. La dismissione è avvenuta con il decreto ministeriale DM 73/T del 15 aprile 1987. Per molti anni la stazione è divenuta deposito di carri e carrozze demolendi.

## Strutture e impianti

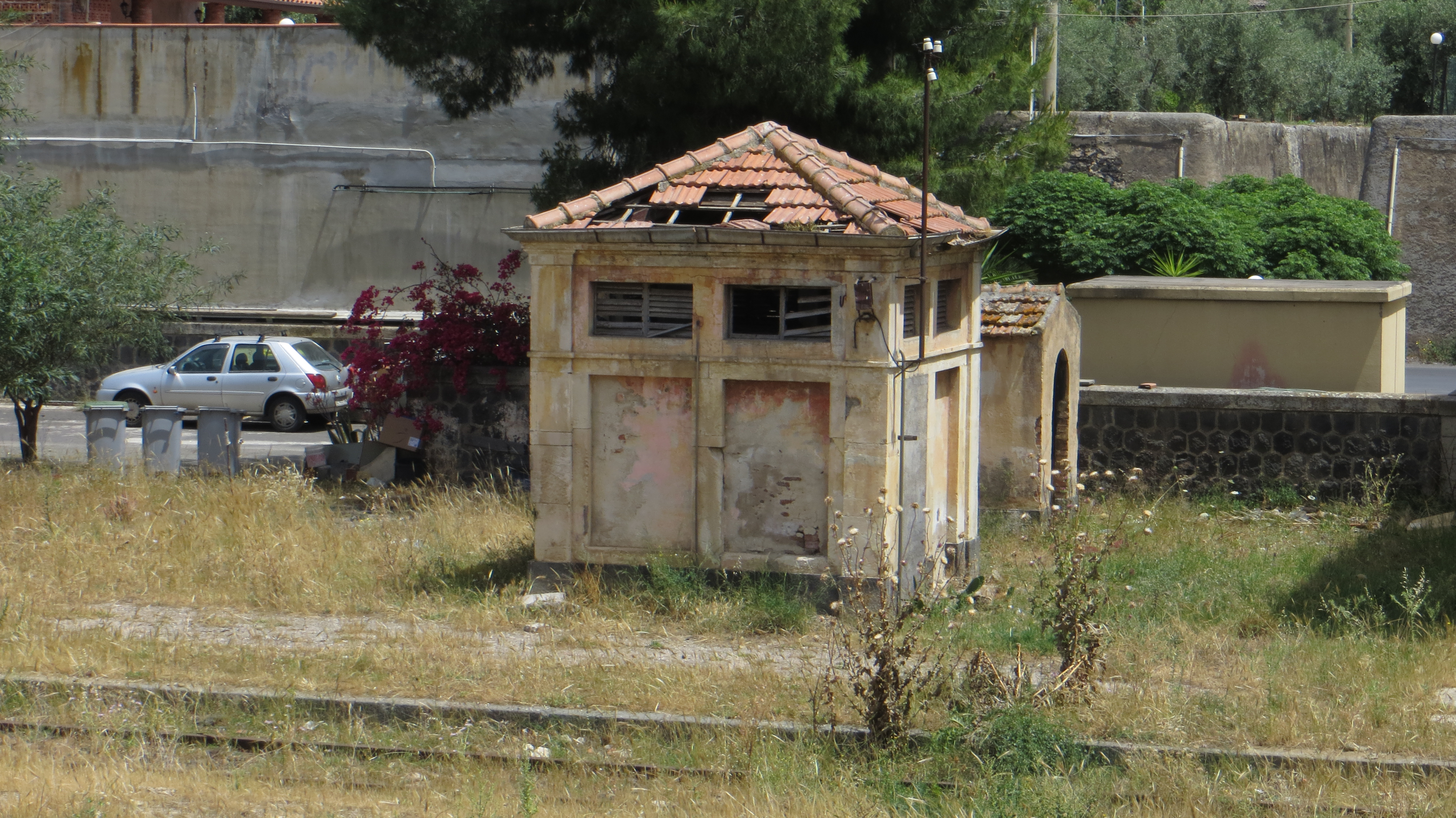
I bagni della stazione di Schettino-Santa Maria di Licodia, in completo stato d'abbandono, 23 maggio 2014.

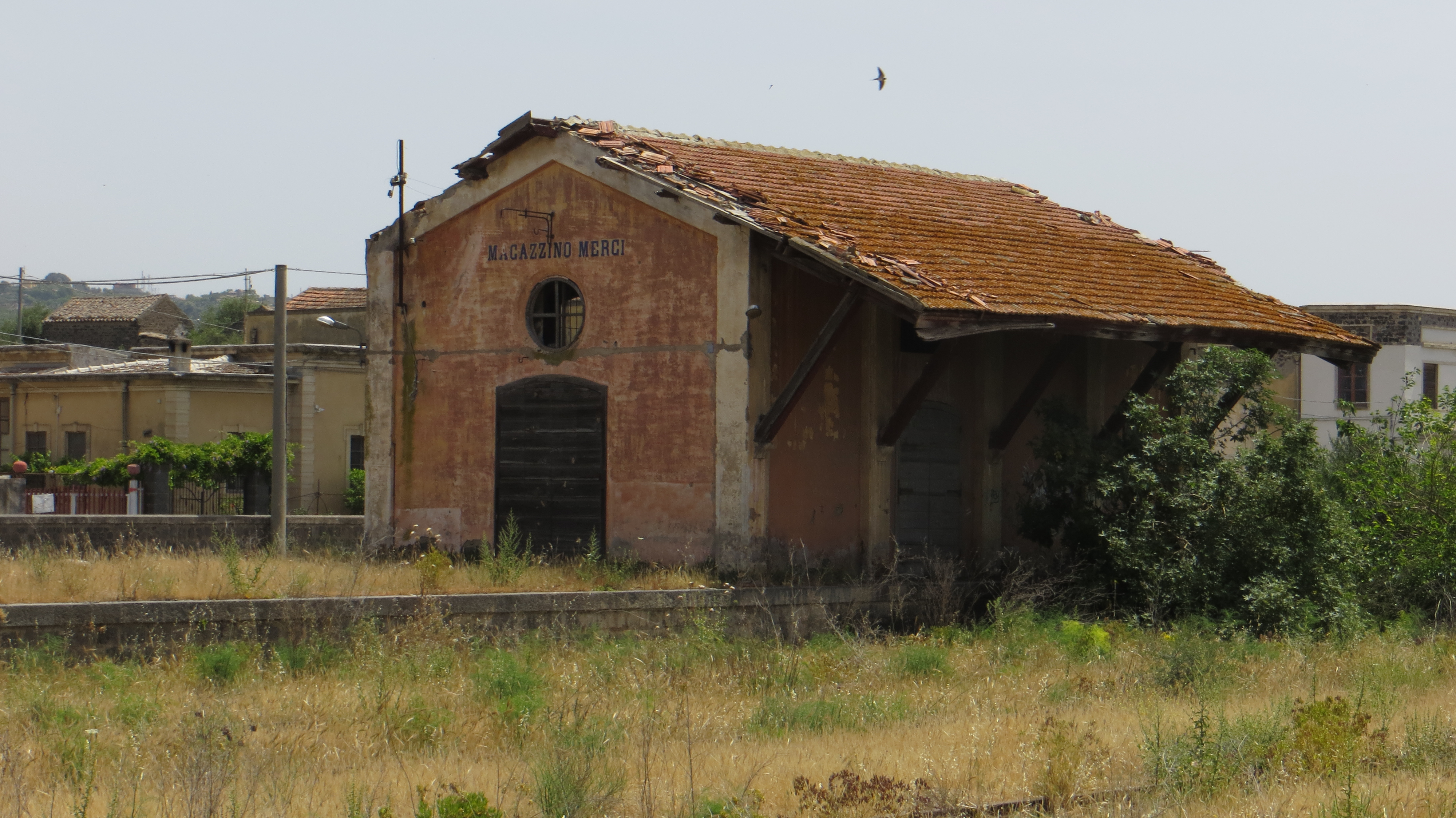
Il magazzino merci della stazione di Schettino-Santa Maria di Licodia, in completo stato d'abbandono, 23 maggio 2014.

L'edificio di stazione è posto a nord-est della linea ferrata; si compone di un corpo centrale a 2 livelli con edificio servizi laterale e giardinetto adiacente.
Il fascio binari comprende un binario di corretto tracciato per arrivo e partenza per la linea ferroviaria, un secondo binario per incroci e precedenze e un piazzale di vari binari passanti e tronchi per servizio merci sui due lati della stazione. La stazione era dotata di ponte a bilico da 40 t e di sagoma limite. Era fornita di colonna idraulica e una torre dell'acqua un tempo indispensabile per le grosse locomotive a vapore che vi facevano servizio e manovra.

## Movimento
L'offerta di treni viaggiatori venne impostata su 4 coppie giornaliere di treni di categoria inferiore, misto e omnibus utilizzabili anche per il trasporto di collettame. L'orario del novembre 1938 ne previde la sostituzione di uno che fu effettuato con le nuovissime automotrici ALn 56; si trattava di un treno con posti di II e III classe, in partenza da Catania alle ore 15:10, con arrivo a Schettino alle ore 16:05 che ripartiva alle ore 17:12 rientrando a Catania alle ore 18:01. L'apertura della seconda tratta nel 1952 modificò l'offerta al ribasso; i treni viaggiatori offerti divennero presto due sole coppie.